# Caso Badajoz
O Caso Badajoz refere-se aos eventos que ocorreram na madrugada do dia 12 de novembro de 1976, na Base Aérea de Talavera la Real, localizada na província de Badajoz, Espanha. Dois soldados, José Maria Trejo e Juan Carrizosa Luján afirmam ter visto e atirado em um ser de luz de origem desconhecida.
Ambos estavam patrulhando a area de combustíveis. À 1:45, quando estavam cerca de 60 metros longe um do outro, ouviram um som parecido com interferência radiofônica. De repente, o som se tornou um silvo agudo que durou por cerca de cinco minutos. José pediu que Juan o acompanhasse em uma inspeção pelo local, temendo uma sabotagem. Após o término do silvo, eles notaram um brilho intenso no céu, que durou 15 segundos. Um outro guarda chegou com um cão de guarda.
Juntos, eles percorreram toda a área. Quando chegaram a um certo ponto, ouviram o som de galhos de eucaliptos se quebrando. O cão foi solto e correu na direção do som. Logo, ele voltou enjoado. Os soldados reanimaram o animal e o mandaram de volta ao ponto sucessivas vezes, com o mesmo resultado. Então, o cão passou a andar em círculos em volta dos três soldados (uma técnica ensinada a cães de guarda, para os alertar que algum perigo se aproxima).
Eles então avistaram, à sua esquerda, uma luz verde de forma humanóide. O ser tinha 3 metros de altura, e parecia formado de vários pequenos pontos de luz, de brilho mais intenso nas bordas do corpo. A cabeça era pequena e coberta por algo parecido com um capacete. Os braços eram longos e estavam cruzados. Não havia sinal de mãos ou pés.
Trejo caiu e desmaiou, e seus amigos abriram fogo contra a criatura. Entre 40 e 50 balas foram disparadas, e conforme o ser era atingido, sua luminosidade tornava-se mais intensa, até que ele desapareceu. Enquanto Trejo era socorrido, o mesmo silvo de antes foi ouvido por entre 10 e 15 segundos.
Na manhã seguinte, cerca de 50 homens investigaram toda a área. Descobriram que não havia nenhuma cápsula das balas disparadas, nem os buracos que as mesmas deveriam ter aberto no muro atrás da criatura. No entanto, a Força Aérea Espanhola concluiu que as metralhadoras foram, de fato, acionadas.
Até hoje, não houve uma resposta oficial sobre o incidente. A maioria dos envolvidos acredita que aquilo foi um evento extraterrestre.
Recentemente, o jornal Pravda mencionou que pedaços de um suposto OVNI foram encontrados na Espanha em 1965 e que os Estados Unidos acreditavam que eles eram partes de um foguete Vostok soviético. Os pedaços caíram em Badajoz e Sevilla, e se espalharam por uma área de 100 km².